# Drzonówko
Drzonówko est un village polonais situé en Couïavie-Poméranie, dans le Powiat de Toruń et dans la gmina (commune) de Chełmża,.